# Daga

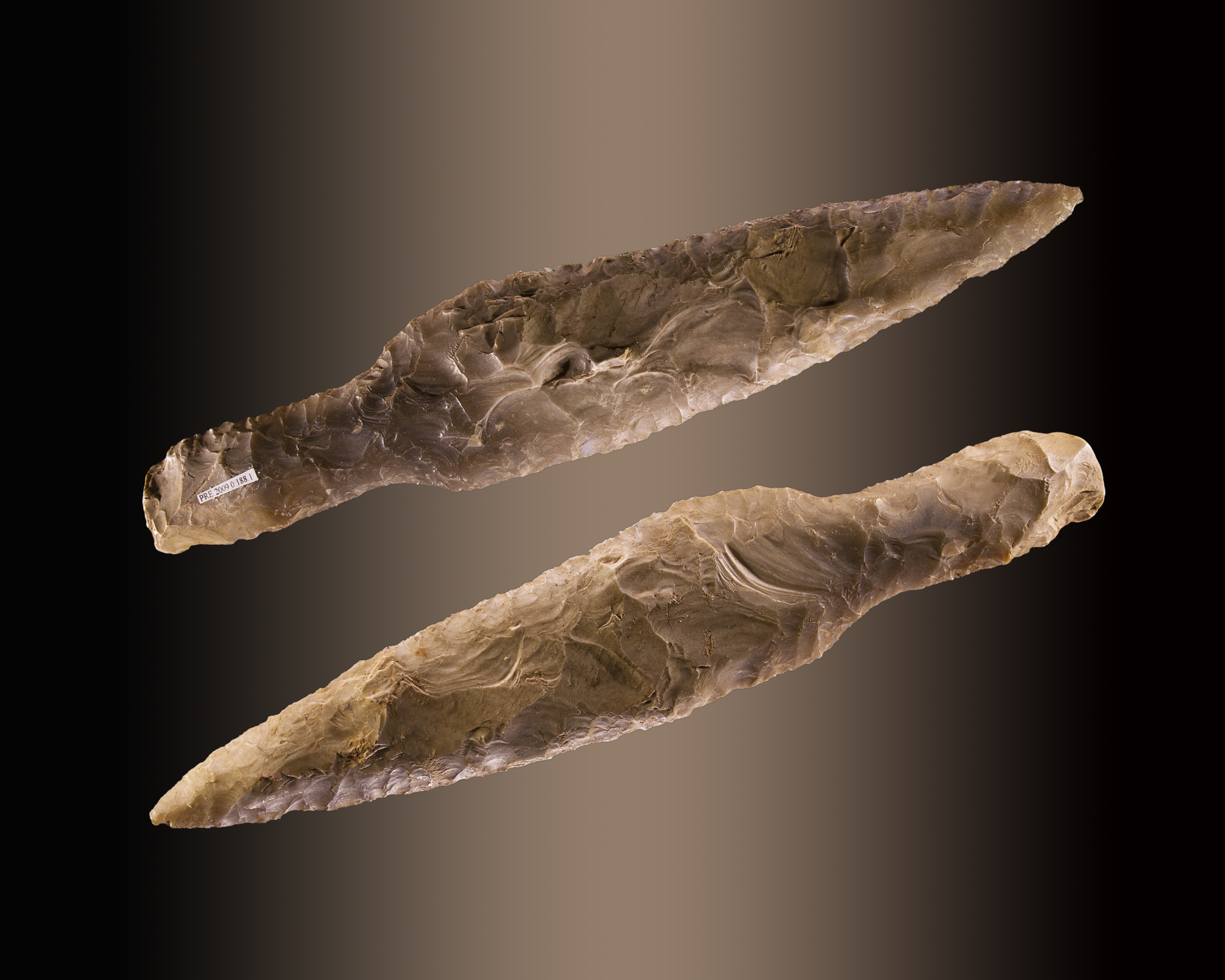
Daga Neolitica

Una daga (del llatí vulgar daca) és una arma blanca de làmina aplanada i punta aguda. És més llarga que un punyal i més curta que una espasa. Sol tenir doble fil i guarda per protegir el puny. Es portava com a arma secundària, complementària a l'espasa. També solien portar-ne les dones com a protecció.
Les dagues més primitives apareixen en el tercer mil·lenni aC, en l'edat del bronze. Els materials amb què es fabricaven eren os, marfil i sílex.
Les dagues s'associen a la covardia i la traïció. El cas més famós d'un assassinat amb una daga fou el de Juli Cèsar, emperador romà que patí 33 cops de daga, una per cada un dels membres del Senat. Però, irònicament, les dagues estan relacionades també amb la determinació i el coratge.